# کرایوپمپ
کرایوپمپ (به انگلیسی: Cryopump) یا پمپ سرمازای یا «پمپ کرایوژنیک» نوعی پمپ خلاء است که با چگالش گازها و بخارها بر روی یک سطح سرد آنها را به تله می‌اندازد. این پمپ فقط برای جذب بعضی گازها کاربرد دارد. اثربخشی آن بستگی به نسبت دمای جوش و انجماد گاز به دمای کار کرایوپمپ دارد. گاهی از این پمپ برای به تله انداختن برخی گازهای آلوده کننده قبل از «پمپ انتشار روغن» استفاده می‌گردد.